# Ganjīneh (ort i Iran)
Ganjīneh (persiska: گنجينه) är en ort i Iran.   Den ligger i provinsen Lorestan, i den västra delen av landet, 300 km sydväst om huvudstaden Teheran. Ganjīneh ligger 1 492 meter över havet och antalet invånare är 946.
Terrängen runt Ganjīneh är varierad. Runt Ganjīneh är det tätbefolkat, med 257 invånare per kvadratkilometer. Närmaste större samhälle är Borujerd, 15,4 km norr om Ganjīneh. Trakten runt Ganjīneh består till största delen av jordbruksmark.